# Emma (pel·lícula de 2020)
Emma (estilitzat com a Emma.) és una pel·lícula de comèdia dramàtica del Regne Unit de 2020 dirigida per Autumn de Wilde, d'un guió d'Eleanor Catton, basada en la novel·la homònima de 1815 de Jane Austen. La història segueix Emma Woodhouse, una dona jove que interfereix en les vides amoroses dels seus amics. Hi actuen Anya Taylor-Joy, Johnny Flynn, Josh O'Connor, Callum Turner, Mia Goth, Miranda Hart i Bill Nighy. Es va estrenar al Regne Unit el 14 de febrer de 2020, el dia de Sant Valentí, i el 21 de febrer als Estats Units. La pel·lícula va recaptar 25 milions de dòlars arreu del món. S'ha subtitulat al català.

## Sinopsi
L'Emma és guapa, intel·ligent, jove i rica. Ho té absolutament tot. És una reina sense rival al seu petit poble. No obstant això, viu una vida avorrida i decideix invertir el seu temps a ajudar els altres, especialment a la seva amiga a trobar pretendent.

## Repartiment
- Anya Taylor-Joy com a Emma Woodhouse
- Johnny Flynn com a George Knightley
- Mia Goth com a Harriet Smith
- Miranda Hart com a Srta. Bates
- Bill Nighy com a Sr. Woodhouse
- Josh O'Connor com a Vicar Elton
- Callum Turner com a Frank Churchill
- Amber Anderson com a Jane Fairfax
- Rupert Graves com a Sr. Weston
- Gemma Whelan com a Sra. Weston (anteriorment Srta. Taylor)
- Tanya Reynolds com a Sra. Augusta Elton
- Connor Swindells com a Robert Martin
- Oliver Chris com a John Knightley
- Chloe Pirrie com a Isabella Knightley